# Джеззин
Джеззин (араб. جزين‎) — город в Ливане.

## География
Джеззин находится в южном Ливане, в 40 километрах к югу от столицы этой страны Бейрута и в 22 километрах от Сайды. Центр одноимённого округа с населением в 14 500 человек. Джеззин лежит на высотах нагорья Тумат-Ниха, в окружении пиниевых лесов, виноградников и садов. Население составляют в подавляющем большинстве арабы-христиане (греко-католики и марониты).

## История, хозяйство и достопримечательности
Дженнин знаменит в первую очередь своими искусными ремесленниками, работающими по металлу и изготовляющими великолепные ножи и другие предметы кухонного обихода, украшенные мозаикой и костью. В древности и в Средневековье город играл важную роль в караванной торговле.
Для туристов представляет интерес также Джеззинские водопады (высотой до 90 метров) и построенная поблизости капелла Пресвятой Богородицы у Водопада. Находящаяся здесь же гротообразная пещера Шквиф-Тирон использовалась ещё крестоносцами как наблюдательный пост на пути из Сидона в долину Бекаа. В XVII столетии в ней укрывался от турок преследуемый ими эмир Фахреддин II. В округе Джеззин находились старинные семейные гнёзда влиятельных христианских кланов Ливана — Аун, Асмар, Ассуад, Серхал, Хелу, Канаан, Карам, Каттар, Ризк и Вехбе.
Одной из жемчужин ливанской архитектуры является построенный в Джеззине в XV веке дворец-резиденция местной аристократической фамилии Канаан. В нём в 1890—1981 годах жил и работал влиятельный ливанский политик Марун Канаан. Дворец и поныне используется членами этого семейства как летняя резиденция.

## Города-партнёры
- Ножан-сюр-Марн, Франция